# Les Années lumière (radio)
Pour les articles homonymes, voir Les Années lumière.
Les Années lumière est une émission radiophonique de vulgarisation scientifique canadienne animée par Sophie-Andrée Blondin et diffusée sur ICI Radio-Canada Première les dimanches de 12h10 à 14h.

## Description
Les Années lumière est un magazine d'actualité de culture scientifique qui vulgarise des sujets tels que la santé, la biologie, l'environnement, l'exploration spatiale, la technologie, etc. Il est le seul magazine radiophonique canadien entièrement consacré à l'actualité scientifique en français.
Occasionnellement , l'équipe de l'émission La Tête au carré (France Inter) collabore avec celle des Années lumière afin de produire des émissions et reportages scientifiques d’intérêt international.
Les Années lumière est diffusée les dimanches de 12h10 à 14h, rediffusée en matinée le dimanche suivant entre 04h10 et 06h.  L'émission est disponible sur Internet, par baladodiffusion, sur Première Plus, par le biais du satellite Sirius et aussi sur le câble via Galaxie.

## Équipe
- Animatrice : Sophie-Andrée Blondin
- Réalisateur : Dominique Lapointe

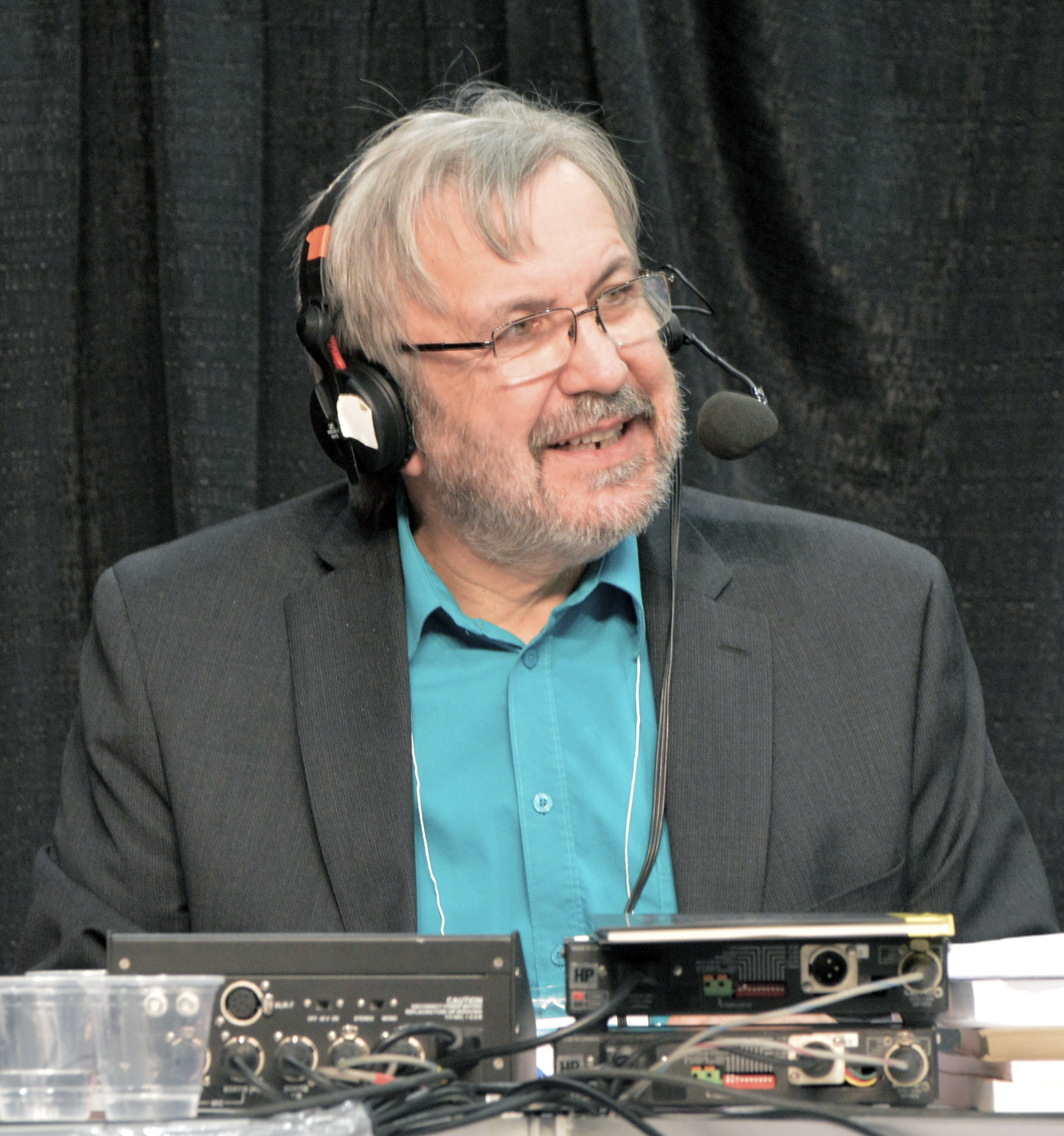
L'ancien animateur Yanick Villedieu

- Reporters-journalistes : Chantal Srivastava, Richard Massicotte, Jean François Bouthillette

- Chroniqueurs : 
  - Yves Gingras, Ph.D. titulaire de la Chaire de recherche du Canada en histoire et sociologie des sciences de l'Université du Québec à Montréal
  - Normand Baillargeon, philosophe et auteur
  - Marie-Hélène Parizeau, professeure titulaire
  - Marie-Pier Élie, journaliste scientifique